# Robert Jennings
Pour les articles homonymes, voir Jennings.
 (septembre 2018).
Si vous disposez d'ouvrages ou d'articles de référence ou si vous connaissez des sites web de qualité traitant du thème abordé ici, merci de compléter l'article en donnant les références utiles à sa vérifiabilité et en les liant à la section « Notes et références ».

a Compétitions nationales et continentales officielles uniquement.

b Matchs officiels uniquement.
Robert Jennings, né le 2 janvier 1996 à Blacktown (Australie), est un joueur de rugby à XIII australien d'origine tongienne évoluant au poste d'ailier ou de centre. Il fait ses débuts en National Rugby League avec les Panthers de Penrith lors de la saison 2015, mais s'impose comme titulaire lors de son départ pour les Rabbitohs de South Sydney en 2017 devenant l'un des meilleurs marqueurs d'essais de la NRL. Ses performances l'amènent à être sélectionné en sélection des Tonga en 2018.
Il a deux frères qui sont également joueurs de rugby à XIII : Michael Jennings et George Jennings (en). Son oncle Arthur Jennings a été joueur des All Blacks et sélectionneur de l'équipe des Fidji de rugby à XV.

## Palmarès
- Collectif :
  - Vainqueur de la National Rugby League : 2021 et 2022 (Penrith).

## Détails

### Détails en sélection
| 1. | 23 juin 2018 | Samoa | 38-22 | Amical | Ailier | 4 | 0 | 1 | 0 |

### En club

#### Statistiques
| Saison | Club                   | Compétition           | Matchs | Points | Essais | Goals | Drops |
| ------ | ---------------------- | --------------------- | ------ | ------ | ------ | ----- | ----- |
| 2015   | Penrith Panthers       | National Rugby League | 5      | 4      | 1      | -     | -     |
| 2017   | South Sydney Rabbitohs | National Rugby League | 13     | 20     | 5      | -     | -     |
| 2018   | South Sydney Rabbitohs | National Rugby League | 19     | 76     | 19     | -     | -     |
| 2019   | Wests Tigers           | National Rugby League | 18     | 24     | 6      | -     | -     |
| 2020   | Wests Tigers           | National Rugby League | 5      | 8      | 2      | -     | -     |
| 2021   | Penrith Panthers       | National Rugby League | 3      | -      | -      | -     | -     |
| 2022   | Penrith Panthers       | National Rugby League | 5      | 4      | 1      | -     | -     |
| 2023   | Dolphins               | National Rugby League | 0      | -      | -      | -     | -     |